# Diecezja hradecka

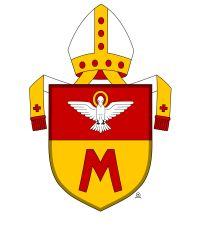
Herb diecezji hradeckiej

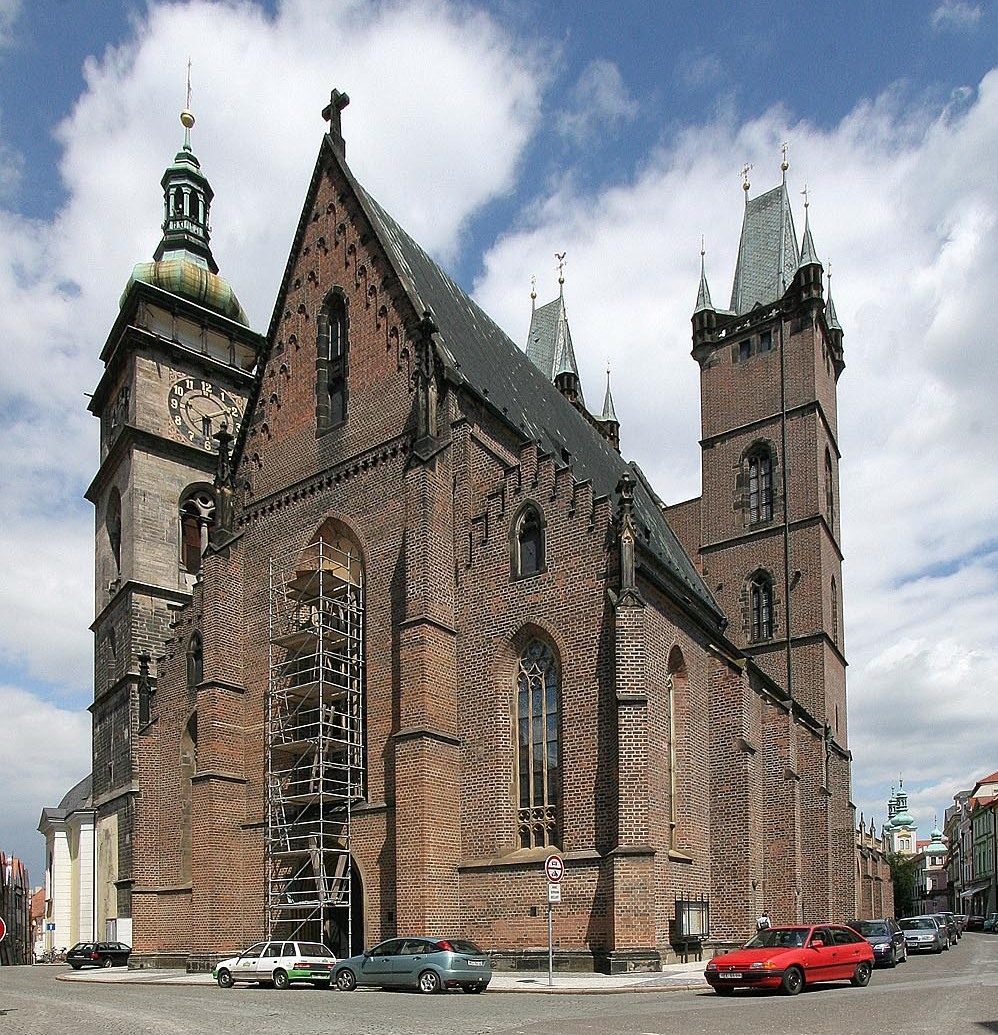
Katedra Świętego Ducha w Hradcu Králové

Diecezja hradecka (łac.: Dioecesis Riginae Gradecensis, cz.: Diecéze královéhradecká) – katolicka diecezja czeska położona w północnej części kraju, obejmująca swoim zasięgiem terytorium krajów: hradecki, pardubicki i części środkowoczeskiego oraz Wysoczyny. Siedziba biskupa znajduje się w katedrze Świętego Ducha w Hradcu Králové.

## Historia
Wschodnie Czechy znalazły się pod wpływem chrześcijaństwa już we wczesnym średniowieczu. Od X wieku wchodziły one w skład diecezji praskiej. Z czasem Hradec Králové został siedzibą jednego z archidiakonatów. W XIV wieku wschodnie Czechy weszły w skład nowo utworzonej diecezji litomyskiej, która jednak przestała faktycznie istnieć po zakończeniu wojen husyckich.
Utworzenie nowej diecezji w tym rejonie Czech było jednym z głównych wysiłków austriackiej rodziny królewskiej, która zamierzała dokonać ponownej rekatolicyzacji Czech po wojnie trzydziestoletniej. Fundacja nowego biskupstwa znacznie się opóźniła w wyniku braku jego odpowiedniego uposażenia. Ostatecznie fundusze na ten cel przekazała hrabina Eusebia Anna von Harrach oraz cesarz Leopold I Habsburg, przekazując na ten cel dochody z wydobywania soli.
10 listopada 1664 papież Aleksander VII erygował diecezję hradecką na mocy bulli universas Super, podnosząc kościół Św. Ducha do rangi katedry. Diecezja składała się początkowo ze 129 parafii, które wydzielono z archidiecezji praskiej. W 1783 cesarz Józef I Habsburg rozszerzył granicę diecezji o południowe powiaty, zwiększając liczbę parafii do 141.
Po zakończeniu II wojny światowej księża i biskupi byli prześladowani przez władze komunistyczne w Czechosłowacji, które trwały faktycznie do jego upadku w 1990. W 2002 Hradec Králové odwiedził podczas swojej pielgrzymki do Czech papież Jan Paweł II.

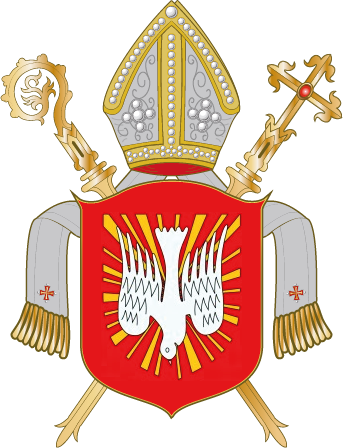
herb diecezji w latach 1664–1946
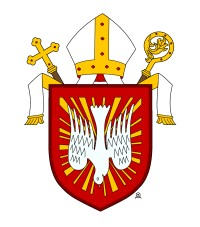
herb diecezji w latach 1946–2014

## Biskupi
- ordynariusz – bp Jan Vokál
- Biskup pomocniczy – bp Prokop Brož
- Biskup senior – bp Josef Kajnek

## Podział administracyjny
W skład diecezji hradec wchodzi obecnie 255 parafii, zgrupowanych w 14 dekanatach: Havlíčkův Brod, Hradec Králové, Humpolec, Chrudim, Jičín, Jilemnice, Kutnohorsko-poděbradský, Litomyšl, Náchod, Pardubice, Rychnov nad Kněžnou, Trutnov, Ústí nad Orlicí i Žamberk.

## Główne świątynie
- Katedra Świętego Ducha w Hradcu Králové
- Bazylika św. Barbary w Kutnej Horze
- Konkatedra Wniebowzięcia NMP w Kutnej Horze

## Patroni
- św. Jan Nepomucen (1350–1393) – spowiednik Zofii, żony króla czeskiego Wacława IV
- św. Klemens (zm. ok. 100) – papież w latach 88–97